# پاین ریور (مینه‌سوتا)
پاین ریور، مینه‌سوتا (به انگلیسی: Pine River, Minnesota) یک شهر در ایالات متحده آمریکا است که در شهرستان کاس (ابهام‌زادیی) واقع شده‌است.

## خصوصیات
پاین ریور ۳٫۱۱ کیلومترمربع مساحت و ۹۴۴ نفر جمعیت دارد و ۳۹۴ متر بالاتر از سطح دریا واقع شده‌است.